# Маначинський заказник
Мана́чинський заказник — гідрологічний заказник загальнодержавного значення. Розташований у межах Волочиського району Хмельницької області, біля села Маначин.
Площа 206 га, створений у 1980 році.
Охороняються типове низинне торфове болото в заплаві річки Грабарки. Переважають угруповання очерету, осок, рогозу, зарості верби і вільхи. Територія заказника підтоплюється Маначинським ставом.
З тварин водяться: ондатра, видра, водоплавні та болотні птахи.